# تراسي كامب
ترايسي كي كامب : عالمة حاسوب أمريكية مشهورة لبحثها في الشبكات اللاسلكية. وأيضاً مشهورة لمساهمتها في توسيع المشاركة في الحوسبة.
وهي حالياً الرئيسة المساعدة في «لجنة أوضاع المرأة في بحوث الحوسبة» (بالإنجليزية: CRA-W)‏ (2011-2014)، وقد كانت الرئيسة المساعدة في ACM-W (1998-2002.)

## السيرة الذاتية
حصلت كامب على باكلوريوس في الرياضيات من كلية كالامازو سنة 1987، وحصلت على الماجستير في علوم الحاسب من جامعة ولاية ميشيغان 1989، ودكتوراه في علوم الحاسب من كلية ويليام وماري سنة 1993.
ثم انضمت إلى قسم علوم الحاسب في جامعة ألاباما كأستاذ مساعد في 1993. في سنة 1998 انتقلت إلى جامعة كولورادو للمعادن كأستاذ مساعد.ثم ترقت إلى أستاذ مشارك في سنة 2000 ومن ثم إلى أستاذ في سنة 2007. في عام 2010-11 كانت الرئيسة المؤقتة لقسم الرياضيات وعلوم الحاسب، ومن ثم الرئيسة المؤقتة للهندسة الإلكترونية وعلوم الحاسب. في هذا المنصب ساعدت أن تقود إعادة تنظيم للجامعة.

## الجوائز
- في 2012[5] سميت كزميلة لرابطة مكائن الحوسبة (بالإنجليزية: ACM)‏.
- جوائزها الأخرى الملحوظة:
  - العالم المميز للـACM 2006.[6]
  - عضو في IEEE (حزيران 2006).[7]